# Víctor Mallarino
Víctor Mallarino De Madariaga (Bogotá, 9 de febrero de 1957) es un director, productor y actor de cine y televisión colombiano de ascendencia española.

## Biografía
Siempre tuvo interés por la música y la actuación. Estudió biología en la Universidad INCCA de Colombia, sin embargo pudo más su vena artística e ingresó en la Escuela Nacional de Arte Dramático fundada por su padre, y años después, partió a Gran Bretaña a estudiar Producción de Cine y Televisión.
Su formación lo convirtió en un artista completo: director, productor y actor de cine y televisión. Dirigió la telenovela “Calamar”, como en "Sangre de lobos", "Leche", "Valentino, el argentino" y "Amas de casa desesperadas", en las dos últimas participando también como actor, trabajos que le brindaron el respeto del medio artístico y la aceptación del público. Con su participación en la “Baby Sister” y en “¿Por qué diablos?” se consolidó como actor a nivel internacional. Sus últimas participaciones fueron en "Médico de familia", "Dora, la celadora" y en tres episodios de “Tiempo final”. Mallarino también actuó en importantes producciones cinematográficas como “Perder es cuestión de método”, “La estrategia del caracol”, "Los dueños del poder", "La cautiva", “La tía Julia y el escribidor” "La Tregua", "El cazador nocturno", "Mujercitas", "Rojo y negro" entre otras.
Después de tres divorcios, actualmente está casado con María José Gómez Turriago.
Ha sido el presentador de cinco temporadas del reality colombiano Desafío (reality), en tres oportunidades con Margarita Rosa de Francisco y dos junto a la Toya Montoya. Actualmente reside en Madrid, España

## Familia
Víctor es parte de una de las familias más prestigiosas de antaño del Valle del Cauca y Caliː Los Mallarino.
Su padre era el actor de cine, televisión y teatro colombiano Víctor Mallarino Botero, y su madre la española Ascensión de Madariaga del Olmo. Sus hermanas son las también actrices Helena y María Angélica Mallarino.
Su padre era bisnieto del político Manuel María Mallarino y de su esposa, la heredera María Mercedes Cabal (quien inspiró la novela María de Jorge Isaacs). Por su parte su abuelo Rafael Mallarino Holguín, era nieto de Vicente Holguín (padre de los políticos conservadores Carlos y Jorge Holguín) y de María Josefa Mallarino (hermana de Manuel María Mallarino).
Su tatarabuela paterna, María Mercedes Cabal, es ascendiente de la senadora colombiana María Fernanda Cabal, y ambas mujeres son descendientes de la misma familia del militar y prócer de la Independencia José María Cabal. Por otro lado su tío bisabuelo (Jorge Holguín) es bisabuelo de la diplomática María Ángela Holguín.

## Filmografía

### Televisión
- Un ángel de la calle (1967) — Dr. Del Castillo
- Querido Andrés (1977) — Andrés Lavasco
- La tregua (1980)
- El cazador nocturno (1980)
- Bolívar: El hombre de las dificultades (1980-1981) — Gral. Hermógenes Maza
- La Tía Julia y el escribidor (1981) Mario
- Don Chinche (1982-1989) — Eraos Pedraza
- Un ángel de la calle (1983) — Doctor Del Castillo
- El Bogotazo (1984) — Mariano Ospina Pérez
- Quieta Margarita (1988) — Andrés Saín Mediorreal
- Candela (1994) — Martín Caballero
- ¿Por qué diablos? (1999) — Eduardo 'La Araña' Carbonell
- La baby sister (2000) — Daniel Luna
- El inútil (2001) — Mirando Zapata
- Médico de familia (2003)
- Dora, la celadora (2004) — Alejandro Urdaneta
- Mujeres asesinas (2007) — Paul
- Amas de casa desesperadas (2007) — Pablo Oviedo
- Tiempo final  (2007-2008) — Diego / Carlucci
- Muñoz vale por 2 (2008) — Arturo Castellanos
- Valentino, el argentino (2008) — Doctor Correa
- El cartel (2008-2010) — El Puma
- La Teacher de inglés (2011) — Enrique Peinado
- La traicionera (2011-2012) — Eduardo Sanint
- Garzón (2018) — Diego
- Libre y ocupado[5] (2020)
- Cochina envidia (2022) — Enrique[6]
- Perfil falso (2023) — Pedro Ferrer[7]

## Reality
- MasterChef Celebrity (2024) — Participante[8]
- Hipnosis un juego de mente (2016)
- Desafío 2010: La lucha de las regiones, el brazalete dorado (2010) — Presentador
- Desafío 2009: La lucha de las regiones, la revancha (2009) — Presentador
- Nómadas (2006) — Presentador
- Desafió 2005: Cabo tiburón (2005) — Presentador
- Desafió 2004: La aventura (2004) — Presentador
- Protagonista de novela (2003) — Presentador

## Cine
- Malcriados (2016) — Manuel Rico
- Bluff (2007) — Pablo Mallarino
- Perder es cuestión de método (2005) — Marco Tulio Esquilache
- La estrategia del caracol (1993) — Doctor Holguín
- Manón (1986) — Roberto

## Director
- Calamar (1990)
- Sangre de Lobos (1992)
- La maldición del paraíso (1993)
- Leche (1995)
- Amas de casa desesperadas (2007)
- Adiós por ahora (2007)
- Un día maravilloso (2007)
- Domingo en el parque con Jorge (2007)
- Ya no temas (2007)
- Vive sola y me gusta (2007)
- Valentino, el argentino (2008)
- Muñoz vale por 2 (2008)
- El encantador (2010)
- Los graduados (2014)
- Celia (2015)
- La ley del corazón (2016-2017)
- Vidas posibles (2020)

## Premios y nominaciones

### Premios India Catalina
| Año  | Categoría                                    | Telenovela o Serie       | Resultado |
| ---- | -------------------------------------------- | ------------------------ | --------- |
| 1989 | Mejor actor de reparto                       | Quieta Margarita         | Ganador   |
| 1992 | Mejor actor protagónico                      | Castigo Divino           | Nominado  |
| 1993 | Mejor director                               | Sangre de lobos          | Nominado  |
| 1994 | Mejor director                               | La maldición del paraíso | Nominado  |
| 1996 | Mejor actor protagónico                      | Candela                  | Nominado  |
| 1997 | Mejor director                               | Leche                    | Ganador   |
| 2001 | Mejor actor protagónico                      | La baby sister           | Nominado  |
| 2002 | Mejor actor de reparto                       | El inútil                | Ganador   |
| 2009 | Mejor director de telenovela                 | Muñoz vale por 2         | Nominado  |
| 2013 | Mejor actor antagónico de telenovela o serie | La Traicionera           | Nominado  |
| 2017 | Mejor director de telenovela o serie         | La ley del corazón       | Nominado  |

### Premios TV y Novelas
| Año  | Categoría                             | Telenovela o Serie       | Resultado |
| ---- | ------------------------------------- | ------------------------ | --------- |
| 1993 | Mejor director                        | Sangre de lobos          | Ganador   |
| 1994 | Mejor director                        | La maldición del paraíso | Nominado  |
| 1996 | Mejor actor protagónico de telenovela | Candela                  | Ganador   |
| 2000 | Mejor actor antagónico                | ¿Por qué diablos?        | Nominado  |
| 2001 | Mejor actor protagónico de telenovela | La baby sister           | Nominado  |
| 2002 | Mejor actor antagónico                | El inútil                | Ganador   |
| 2012 | Mejor actor protagónico de telenovela | La Traicionera           | Nominado  |
| 2016 | Mejor director                        | Celia                    | Nominado  |
| 2017 | Mejor director                        | La ley del corazón       | Ganador   |

### Premios Simón Bolívar
| Año  | Categoría              | Telenovela o Serie       | Resultado |
| ---- | ---------------------- | ------------------------ | --------- |
| 1988 | Mejor Actor de Reparto | Quieta Margarita         | Ganador   |
| 1992 | Mejor Director         | Sangre de lobos          | Ganador   |
| 1993 | Mejor Director         | La maldición del paraíso | Ganador   |

### Otros premios
- GES en Usa a Mejor Actor Colombiano, por El Inútil.
- Orquídea USA a Mejor Actor, por El Inútil.
- Gloria de la TV, por los 50 años de la Televisión Colombiana.